# Cheiraster robustus
Cheiraster robustus är en sjöstjärneart som först beskrevs av A.H. Clark 1917.  Cheiraster robustus ingår i släktet Cheiraster och familjen nålsjöstjärnor. Inga underarter finns listade i Catalogue of Life.